# 사이토 타쿠미
사이토 타쿠미(일본어: 斎藤 工 사이토 다쿠미[*], 1981년 8월 22일 ~ )는 일본의 배우이다. 블루 베어 하우스 소속.

## 출연

### 영화
- 시간의 향기~remember me (2001)
- 해양구조대(해원)UMIZARU (2004)
- 가부토왕 비틀 (2005)
- DANCE MASTER (2005)
- 극장판 테니스의 왕자 (2006)
- 율리시스 (2006)
- Boys Love (2006) - 노에루 역
- 까마귀는 울고있는가 (2006)
- 가발형사 (2006)
- 타마미 아기의 저주 , 아기소녀 (2007) - 요시무라 타카야 역
- 스키토모 (2007)
- 언젠가의 너에게 (2007)
- 쿠지라 극도의 식탁 (2008) - 마루하 역
- 춘금초 (2008) - 사스케 역
- 크리아네스 (2008)
- V소녀 대 F소녀 (2009) - 미츠시마 역
- 로봇게이샤 (2009) - 카케노 히카루 역
- 20세기 소년 최종장 (2009)
- 악몽의 엘리베이터 (2009)
- 도쿄잔혹 노가다 (2009)
- 신주쿠사건 (2009)
- 카페 서울 (2010) - 이사카 준 역
- 13인의 자객 (2010) - 마키노 우네메 역
- 우주전함 야마토 (2010)
- 내일운다 (2011)
- 네가 좋아하는 노래 (2011)
- Hell Driver (2011)
- 버스정류장에서 사랑을 담아서 (2011)
- 유성보이드 (2011)
- 역전재판 (2012)
- 아이와마코토 (2012)
- 사람과 진실 (2012)
- 헬터 스켈터 (2012)
- 불량소년 (2012)
- 사쿠라이로 (2012)
- 토라카게대혈전 虎影(2015)
- 단지 団地 (2016)
- 아카펠라 無伴奏 (2016)
- 코다이가의 사람들 高台家の人々 (2016)
- 리:본 (2016) - 마카베 켄지 역
- 신 고질라 シンコジラ (2016)
- 블루하츠가 들려 -러브레터 (2016)
- 전원,짝사랑 全員、片思い (2016)
- HIGH&LOW THE RED RAIN (2016)
- 씨 뿌리는 여행자: 꿈을 잇는 나무 種まく旅人:夢のつぎ木 (2016)
- 맨헌트 追捕 (2017) - 납치범 역 (특별출연)
- 리:본 リボーン (2017)
- 미트볼 머신: 고도쿠 蠱毒 ミートボールマシン (2017)
- 블랭크 13 blank 13 (2017) - 마츠다 요시유키 역
- 평일 오후 3시의 연인 昼顔 (2017) - 기타노 역
- 더 블루 하츠 ブルーハーツが聴こえる (2017)
- 작년 겨울, 너와 이별 去年の冬、きみと別れ (2018) - 키히라자카 유다이 역
- 벼룩 잡는 사무라이 のみとり侍 (2018) - 사이키 토모노스케 역
- 사라바정적 サラバ静寂 (2018)
- 신 울트라맨 シン・ウルトラマン (2022) - 카미나가 신지 역
- 신 가면라이더 シン・仮面ライダー (2023) - 타키 카즈야 역

### 드라마
- 체포하겠어 (2002)
- R.P.G. 만들어진 가족의 비밀 (2003)
- 비 밥 하이스쿨 (2004)
- 히구치 잎새 이야기 (2004)
- 도쿄 미치카 3회 (2004)
- 사랑과 자본주의 (2004)
- GARO 제8화(2005)
- 해양구조대 (2005)
- 프린세스 프린세스 D (2006)
- 맛있는 학원 8화 (2007)
- 보이스 에스테 (2007) - 시키시마 시치리 역
- 바람의 끝에 (2007)
- 풀스윙 (2008)
- 7인의 여변호사 두번째 시리즈 5화 (2008)
- 남자다운 남자!1 (2008) - 타케다 신자부로 역
- 효도플레이 (2008)
- 미토 코몬 39부 14화 (2009)
- 고쿠센 졸업스페셜 (2009)
- 남자다운 남자!2 (2009) - 타케다 신자부로 역
- 불모지대 (2009 ~ 2010) - 이키 마코토 역
- 체이스 (2010)
- 게게게 여보 (2010)
- 전국나베TV 戦国武将がよくくるキャバクラ 3회 (2010)
- 전격결혼 ~perfume of love~ (2010)
- 케이조쿠2 스펙 (2010)
- 우주견작전 13화 (2010)
- 쿠로효 (2010) - 우쿄 타츠야 역
- 잘가 아루마 (2010)
- 최상의 명의 (2011) - 사이죠 마코토 역
- 강철의 여자 시즌2 (2011) - 미즈시마 쿄헤이 역
- 대하드라마 (NHK)
  - 고우~공주들의 전국~ (2011) - 쿄고쿠 타카츠구 역
  - 야에의 벚꽃 (2013) - 진보 슈리 역
- 아름다운 그대에게 ~이케멘 파라다이스 2011~ (2011)
- QP (2011) - 아즈마 료 역
- 요괴인간 벰 5화 (2011) - 시노야마 유타카 역
- 친구 시즌10 설날스페셜 (2012)
- 37세에 의사가 된 나 ~연수의 순정이야기~ (2012) - 니이미 고 역
- 쿠로효2 (2012)
- 연애검정 2화 (2012) - 마츠시타 역
- 보이즈 온 더 런 (2012) = 아오야마 타카히로 역
- 언젠가 태양이 비추는 곳에 (2013)
- 카라마조프의 형제 (2013) - 쿠로사와 미츠루 역
- 스페셜 리스트 (2013) - 키타모토 역
- スキャンダル 託された秘密 1화 (2013)
- 최고의 프로포즈 (2013)
- FNS 27시간 텔레비전, 여성미 전개 2013 소녀의 미소가 내일을 만든다! 중 약한번째 프로포즈 (2013)
- 가면라이더티처 (2013) - 이이쿠라 루이 역
- 유리의집 (2013) - 시부사와 히토시 역
- 올림픽의 몸값~1964년여름~ (2013) - 이와무라 타카시 역
- 미스파일럿 (2013) - 쿠니키타 코노스케 역
- 사랑 (2013) - 오오쿠보 카츠야 역
- 검객장사 ~ 검의 서약 ~ (2013)
- 내가 있었던 시간 (2014) - 무카이 시게유키 역
- 메꽃 평일 오후 3시의 연인들 (2014) - 키타노 유이치로 역
- 다크 수트 (2014) -이치노세 료 역
- 의사들의 연애사정 (2015) - 모리타 하루키 역
- 임상범죄학자 히무라히데오의 추리 - 히무라 히데오 역
- 운명을 닮은 사랑  (2016) - 오자와 유리 역

### 연극
- 점프 축제 2004 Bleach (2004)
- 뮤지컬 테니스의 왕자: 1기 효테이 오시타리 유우시역 (2005)
- MEN＆MAN　남자들의 발라드 (2006)
- THE FAMILY 정 (2007)
- 空飛ぶジョンと萬次郎 (2007)
- 뮤지컬 테니스의 왕자 (2008)
- 연극 유닛 「런 ~ Run ~」제 1 회 공연 '라스트 네임' (2009)
- 추남 (2010)
- 웃는거탑 (2012)

## 음반
- Best Actor Series 4 (2006)
- ココロノグルリ (2008)

## DVD
- Calling
- Search for my roots 사이토 타쿠미의 Private Journey